# Emma Gonzalez
Emma González (sinh ngày 11 tháng 11 năm 1999) là một nhà hoạt động xã hội người Mỹ và là người vận động tích cực cho chính sách kiểm soát súng đạn. Cô là người sống sót trong cuộc xả súng tại trường trung học Stoneman Douglas vào tháng 2 năm 2018 ở Parkland, Florida, và sau đó đồng sáng lập nên nhóm vận động chính sách kiểm soát súng Never Again MSD.
González đưa ra một bài phát biểu gây chấn động về bạo lực súng đạn ở Hoa Kỳ, bằng việc tuyên bố rằng những chính khách đang dối trá, bởi sự thiếu chủ động và thiếu những hành động thiết thực. Sau đó, González tiếp tục hoạt động một cách tích cực ủng hộ cho chính sách về kiểm soát súng, trở thành một biểu tượng mới trên các phương tiện thông tin đại chúng và giúp đỡ tổ chứ hoạt động Diễu hành cho Sự sống của chúng ta (March for Our Lives). Phát biểu tại cuộc diễu hành, González đã cùng với tất cả những người tham gia dành những phút mặc niệm tới những nạn nhân của vụ xả súng. Cô đứng ở trên bục 6 phút, cũng chính là khoảng thời gia mà cuộc xả súng xảy ra.

## Cuộc sống trước khi xảy ra vụ xả súng
González sinh ra và lớn lên tại Parkland, Florida; vùng ngoại ô của khu vực Miami. Mẹ cô là một giáo viên toán, trong khi cha cô là một luật sư nhập cư từ Cuba vào Hoa Kỳ năm 1968. González tốt nghiệp trường trung học Stoneman Doughlas vào mùa xuân năm 2018. Cô từng là chủ tịch của nhóm dành cho người đồng tính tại trường trung học. González cũng là trưởng nhóm theo dõi của dự án Aquila, với nhiệm vụ gửi một quả bóng thời tiết do học sinh của trường tạo ra "tới rìa không gian". Hiện nay, cô đang theo học tại trường Cao đẳng New Florida.
Vào ngày xảy ra vụ xả súng, González đang ở trong hội trường cùng nhiều sinh viên khác khi chuông báo động vang lên. Cô đã cố gắng thaots ra bằng đường chính, nhưng sau đó phải quay trở lại và trú ẩn trong hội trường cho đến khi được cảnh sát giải cứu.

## Vận động chính sách

### Phát biểu phản đối vụ xả súng và yêu cầu chính sách kiểm soát súng đạn
Ngày 17 tháng Hai năm 2018, González có một bài phát biểu dài 11 phút trước Tòa án hạt Broward tại một cuộc biểu tình kiểm soát súng tại Fort Lauderdale, Florida. Bài phát biểu phản ứng lại vụ xả súng tại trường trung học Stoneman Douglas ba ngày trước đó, trong đó một tay súng đã giết chết mười bảy người và làm bị thương nhiều hơn nữa.
Trong bài phát biểu, cô cam kết cùng với các đồng nghiệp của mình để gây áp lực cho các nhà lập pháp nhằm thay đổi luật. González tuyên bố rằng "Chúng tôi sẽ là những nạn nhân cuối cùng của những vụ xả súng hàng loạt". "Trường Marjory Stoneman Douglas sẽ nằm trong những cuốn sách giáo khoa như là trường hợp cuối cùng, và tất cả sẽ bởi những nỗ lực không mệt mỏi của hội đồng nhà trường, các giáo viên, các thành viên gia đình và quan trọng nhất là các học sinh."

## Đời sống cá nhân
González là người lưỡng tính. Trong cuộc phỏng vấn với tạp chí Vogue, cô nói rằng mái tóc ngắn của cô không phải do cuộc xả súng, mà bởi thời tiết của vùng Florida.